# Eva Guerrero Álvarez
Dit is een Spaanse naam; Guerrero is de vadernaam en Álvarez is de moedernaam.
Eva Guerrero Álvarez (4 september 1999) is een tennisspeelster uit Spanje.
Zij begon op vijfjarige leeftijd met het spelen van tennis.
In 2016 speelde Guerrero met Cristina Bucșa op het meisjesdubbeltoernooi van de Australian Open, waar ze de achtste finale haalden. Met Marina Bassols Ribera haalde ze dat jaar ook de achtste finale van het meisjesdubbeltoernooi van de US Open.
In 2018 speelde ze op de Middellandse Zeespelen 2018 waar ze tot de kwartfinale kwam. Bij het dubbelspel haalde ze met Bassols Ribera een bronzen medaille. 
In 2018 speelde ze op het kwalificatietoernooi van de Australian Open, maar strandde ze in de eerste ronde. 